# Сент-Гелена (парафія)
Шаблон:StateAbbr_ 30°49′ пн. ш. 90°43′ зх. д. / 30.82° пн. ш. 90.71° зх. д.
Округ  Сент-Гелена (англ. St. Helena Parish) — округ (парафія) у штаті  Луїзіана, США. Ідентифікатор округу 22091.

## Демографія
За даними перепису 
2000 року 
загальне населення округу становило 10525 осіб, усе сільське.
Серед мешканців округу чоловіків було 5056, а жінок — 5469. В окрузі було 3873 домогосподарства, 2784 родин, які мешкали в 5034 будинках.
Середній розмір родини становив 3,27.
Віковий розподіл населення поданий у таблиці:
| Стать    | До 15 років | 15-21 | 22-29 | 30-39 | 40-49 | 50-65 | 65-85 | Понад 85 |
| -------- | ----------- | ----- | ----- | ----- | ----- | ----- | ----- | -------- |
| Чоловіки | 1297        | 565   | 420   | 674   | 769   | 803   | 476   | 52       |
| Жінки    | 1215        | 555   | 525   | 729   | 799   | 863   | 674   | 109      |

## Суміжні округи
- Емайт, Міссісіпі — північ
- Танґіпаоа — схід
- Лівінґстон — південь
- Іст-Батон — південний захід
- Іст-Фелісіана — захід

## Виноски
1. ↑  U.S. Decennial Census. United States Census Bureau. Архів оригіналу за 26 квітня 2015. Процитовано 1 вересня 2014.
2. ↑  Historical Census Browser. University of Virginia Library. Архів оригіналу за 11 серпня 2012. Процитовано 1 вересня 2014.
3. ↑  Population of Counties by Decennial Census: 1900 to 1990. United States Census Bureau. Процитовано 1 вересня 2014.
4. ↑  Census 2000 PHC-T-4. Ranking Tables for Counties: 1990 and 2000 (PDF). United States Census Bureau. Процитовано 1 вересня 2014.
5. ↑  State & County QuickFacts. United States Census Bureau. Архів оригіналу за 27 серпня 2011. Процитовано 18 серпня 2013. [Архівовано 2011-08-27 у Wayback Machine.](англ.) Наведено за англійською вікіпедією.
6. ↑  American FactFinder. Бюро перепису населення США. Архів оригіналу за 26 лютого 2012. Процитовано 31 січня 2008. [Архівовано 2008-05-21 у Wayback Machine.]

| США | Це незавершена стаття з географії США. Ви можете допомогти проєкту, виправивши або дописавши її. |